# Phaleria acuminata
Phaleria acuminata är en tibastväxtart som först beskrevs av Asa Gray, och fick sitt nu gällande namn av Ernest Friedrich Gilg. Phaleria acuminata ingår i släktet Phaleria och familjen tibastväxter. Inga underarter finns listade i Catalogue of Life.